# Коршай (деревня)
Корша́й — упразднённая в 1976 году деревня Кумарьинского сельского совета в Свердловской области РСФСР. Ныне — урочище на северо-западе Туринского городского округа.

## География
Расположена в пределах Западно — Сибирской равнины, у реки Турузбаевка. Расстояние до г. Туринска составляет (по автодорогам) около 80 километров, и около 50 километров - по прямой.

## История
Деревня Коршай Кумарьинского сельского совета была упразднена решением Свердловского облисполкома от 30.12.1976 года № 1099.

## Инфраструктура
Было развито лесное и сельское хозяйство.

## Транспорт
Просёлочные дороги.